# Parafia św. Anny w Blichowie
Parafia Świętej Anny w Blichowie – rzymskokatolicka parafia należąca do dekanatu bodzanowskiego, diecezji płockiej, metropolii warszawskiej. Została erygowana w pierwszej połowie XIV wieku.